# Volo Eastern Air Lines 66
Il volo Eastern Air Lines 66 era un volo di linea passeggeri da New Orleans a New York, negli Stati Uniti d'America. Il 24 giugno 1975, un Boeing 727-200 operante su tale rotta si schiantò durante l'avvicinamento all'aeroporto Internazionale John F. Kennedy di New York, provocando la morte di 113 delle 124 persone a bordo. La causa dell'incidente fu determinata essere un wind shear generato da un microburst. Al disastro contribuirono anche il mancato riconoscimento del grave pericolo da parte dei piloti e dal personale dell'aeroporto, i quali, però, non disponevano di strumentazioni adeguate.

## L'aereo
Il velivolo coinvolto era un Boeing 727-225, marche N8845E, numero di serie 20443, numero di linea 837. Volò per la prima volta il 23 ottobre 1970 e venne consegnato a Eastern Air Lines qualche settimana dopo, il 10 novembre. Era alimentato da 3 motori turboventola Pratt & Whitney JT8D-7A. Al momento dell'incidente, l'aereo aveva quasi cinque anni e aveva accumulato 12 206 ore di volo.

## L'equipaggio
Nella cabina di pilotaggio si trovavano:
- Il comandante John W. Kleven, 54 anni, che prestava servizio per Eastern Air Lines da quasi 25 anni, ed era comandante di 727 dal 10 luglio 1968. Kleven aveva un totale di 17 381 ore di volo, delle quali 2 813 su Boeing 727.
- Il primo ufficiale 34enne William Eberhart, che era con Eastern Air Lines da quasi nove anni. Aveva 5 063 ore di volo, di cui 4 327 su Boeing 727.
- L'ingegnere di volo 31enne Gary M. Geurin, che lavorava per Eastern Air Lines dal 1968 e aveva 3 910 ore di volo, di cui 3 123 su Boeing 727.
- Un secondo ingegnere di volo, il trentunenne Peter J. McCullough, che era a bordo per addestrarsi, con Geurin che monitorava i suoi progressi. McCullough era con Eastern Air Lines da quattro anni e aveva 3 602 ore di volo, incluse 676 sul Boeing 727.

## L'incidente
Un forte temporale si trovava sopra New York proprio mentre il volo 66 si stava avvicinando all'aeroporto. Alle 15:35, fu detto all'aeromobile di contattare il controllore del JFK, che gli comunicò le istruzioni per l'avvicinamento alla pista 22L. Alle 15:52, il controllore di avvicinamento avvertì tutti gli aeromobili in arrivo che sull'aeroporto vi era una "pioggia leggera, foschia e visibilità zero", e che tutti gli aerei in avvicinamento avrebbero dovuto atterrare usando le regole del volo strumentale.
Alle 15:53, il volo 66 venne contattato su un'altra frequenza per l'avvicinamento finale alla pista 22L. I controllori continuarono a fornire vettori radar all'equipaggio per permettergli di evitare il fronte temporalesco. Uno dei membri dell'equipaggio controllò le condizioni meteorologiche all'aeroporto LaGuardia, quello alternato, per prepararsi a un'eventuale deviazione per il maltempo.
Alle 15:59, il controllore avvisò tutti gli aeromobili di "un forte spostamento del vento" vicino all'aeroporto e avvertì che presto sarebbero state riportate ulteriori informazioni. Sebbene le comunicazioni sulla frequenza continuassero a riferire condizioni meteorologiche deterioranti, il volo 66 continuò nel suo avvicinamento alla pista 22L. Alle 16:02, venne detto all'equipaggio di contattare il controllore della torre dell'aeroporto per l'autorizzazione all'atterraggio.
Alle 16:05, in avvicinamento finale alla pista 22L, l'aereo entrò in un microburst o in wind shear causato dalla forte tempesta. Il 727 continuò la discesa fino a colpire il sistema luminoso di avvicinamento a circa 2.400 piedi (730 m) dalla soglia della pista. Dopo l'impatto iniziale, l'aereo si inclinò sulla sinistra e continuò a colpire le luci di avvicinamento fino a quando non scoppiò in fiamme e si spezzò lungo Rockaway Boulevard, che corre lungo il perimetro nord-est dell'aeroporto. Delle 124 persone a bordo, 107 passeggeri e 6 membri dell'equipaggio (inclusi tutti e quattro i membri nella cabina di pilotaggio) rimasero uccisi. Le altre 11 persone, di cui nove passeggeri e due assistenti di volo, rimasero ferite ma sopravvissero.
A quel tempo, l'incidente fu il peggior disastro aereo della storia degli Stati Uniti. Le vittime includevano il giocatore dell'American Basketball Association Wendell Ladner e il vescovo della diocesi episcopale della Louisiana Iveson B. Noland.

## Le indagini
Sull'incidente indagò il National Transportation Safety Board (NTSB). Con il progredire dell'indagine, si scoprì che 10 minuti prima dell'incidente del volo 66, un Douglas DC-8 di Flying Tiger Line che era atterrato sulla pista 22L aveva riferito di un forte wind shear. Il pilota aveva avvertito la torre di controllo delle condizioni di wind shear, ma altri aerei continuarono ad atterrare. Dopo il DC-8, un Lockheed L-1011 della Eastern Air Lines in atterraggio sulla stessa pista quasi si schiantò. Altri due velivoli atterrarono prima del volo 66. Secondo la conversazione registrata dal registratore vocale della cabina di pilotaggio, il comandante del volo 66 era a conoscenza delle segnalazioni di forte wind shear sul percorso di avvicinamento finale, che confermò via radio al controllore, ma decise di continuare comunque.
L'NTSB ha pubblicato il rapporto finale sull'incidente il 12 marzo 1976, determinando la seguente causa probabile:
L'NTSB concluse inoltre che l'incapacità dei controllori del traffico aereo e dell'equipaggio di interrompere l'atterraggio, date le condizioni meteorologiche avverse, contribuì all'incidente:

## Conseguenze
Questo incidente portò allo sviluppo del primo sistema di rilevamento di wind shear a bassa quota da parte della Federal Aviation Administration (FAA) statunitense nel 1976, che fu installato in 110 torri aeroportuali tra il 1977 e il 1987. L'incidente portò anche alla scoperta dei downburst, un fenomeno meteorologico che crea un wind shear verticale e rappresenta un pericolo per gli aerei in atterraggio, che alla fine scatenò decenni di ricerca sui fenomeni di downburst e microburst e sui loro effetti sugli aeromobili.
Il concetto di downburst non era ancora stato compreso quando il volo 66 si schiantò. Durante l'indagine, il meteorologo Ted Fujita lavorò con l'NTSB e il dipartimento di sicurezza per studiare i fenomeni meteorologici incontrati dal volo 66. Durante la tempesta, Fujita identificò "cellule di intense variazioni", che definì essere "celle di downburst", e determinò che un aereo avrebbe potuto essere "gravemente colpito da una corrente d'aria discendente". Fujita propose nuovi metodi per rilevare e identificare downburst, compresa l'installazione di ulteriori dispositivi di monitoraggio meteorologico alle estremità di avvicinamento delle piste attive, e propose anche lo sviluppo di nuove procedure per comunicare immediatamente il rilevamento di downburst agli aeromobili in arrivo.
La teoria sui downburst di Fujita non fu immediatamente accettata dalla comunità meteorologica dell'aviazione. Tuttavia, gli incidenti del volo Pan Am 759 nel 1982 e del volo Delta Airlines 191 nel 1985 spinsero la comunità aeronautica a rivalutare e alla fine accettare la teoria di Fujita e iniziare a ricercare seriamente sistemi di rilevamento di downburst/microburst.